# Lancer du disque masculin aux championnats du monde d'athlétisme 1993
Navigation
Tokyo 1991 Göteborg 1995
L'épreuve du lancer du disque masculin des championnats du monde d'athlétisme 1993 s'est déroulée les 16 et 17 août 1993 au  Gottlieb Daimler Stadion de Stuttgart, en Allemagne. Elle est remportée par l'Allemand Lars Riedel.

## Résultats

### Finale
| Rang               | Athlète             | Pays        | Essais | Essais | Essais | Essais | Essais | Essais | Marque  | Notes |
| Rang               | Athlète             | Pays        | 1      | 2      | 3      | 4      | 5      | 6      | Marque  | Notes |
| ------------------ | ------------------- | ----------- | ------ | ------ | ------ | ------ | ------ | ------ | ------- | ----- |
| Médaille d'or      | Lars Riedel         | Allemagne   | 56.24  | 67.72  | 60.54  | 64.94  | x      | 67.34  | 67,72 m |       |
| Médaille d'argent  | Dmitri Chevtchenko  | Russie      | 61.58  | 61.54  | x      | 63.94  | 66.14  | 66.90  | 66,90 m |       |
| Médaille de bronze | Jürgen Schult       | Allemagne   | 64.32  | 66.12  | 63.32  | 62.84  | 64.46  | x      | 66,12 m |       |
| 4                  | Costel Grasu        | Roumanie    | 61.92  | 65.24  | 62.12  | 62.66  | 62.60  | 61.54  | 65,24 m |       |
| 5                  | Volodymyr Zinchenko | Ukraine     | 59.42  | 61.28  | 60.92  | 59.92  | 62.02  | 59.56  | 62,02 m |       |
| 6                  | Nick Sweeney        | Irlande     | 61.66  | 61.26  | x      | 60.84  | 60.70  | x      | 61,66 m |       |
| 7                  | Vasiliy Kaptyukh    | Biélorussie | 61.64  | x      | 60.96  | 57.46  | 61.00  | 58.78  | 61,64 m |       |
| 8                  | Mike Buncic         | États-Unis  | 60.92  | 61.06  | 60.78  |        |        |        | 61,06 m |       |
| 9                  | Luis Delís          | Cuba        |        |        |        |        |        |        | 60,76 m |       |
| 10                 | Anthony Washington  | États-Unis  |        |        |        |        |        |        | 60,72 m |       |
| 11                 | Vaclavas Kidykas    | Lituanie    |        |        |        |        |        |        | 58,62 m |       |
| —                  | Romas Ubartas       | Lituanie    | 59.06  | 61.66  | 61.42  | x      | 65.24  | 63.98  | DQ      |       |

## Légende
Records et Performances
- AR : Record continental (area record)
- CR : Record des championnats (championship record)
- MR : Record du meeting (meet record)
- NR : Record national (national record)
- OR : Record olympique (olympic record)
- PR : Record paralympique (paralympic record)
- PB : Record personnel (personal best)
- SB : Meilleure performance personnelle de la saison (season's best)
- WL : Meilleure performance mondiale de l'année (world leader)
- WJR : Record du monde junior (world junior record)
- WR : Record du monde (world record)

Circonstances et Conditions
- DNF : N'a pas terminé (did not finish)
- DNS : N'a pas pris le départ (did not start)
- DQ : Disqualification (disqualification)
- NM : Aucun essai valable enregistré (No Mark)
- Q : Qualifié « directement » au prochain tour (ou à la prochaine compétition), lors d'une compétition majeure, grâce au classement ou à la réalisation des minima (automatic qualifier)
- q : Qualifié au prochain tour (ou à la prochaine compétition), lors d'une compétition majeure, grâce au repêchage ou à la réalisation de l'une des meilleures performances parmi celles des « non qualifiés directement » (grâce au meilleur temps ou à la meilleure distance par exemple) (secondary qualifier)